# Dyndpadderok
Dyndpadderok (Equisetum fluviatile), ofte skrevet dynd-padderok, er en sporeplante, der vokser i rørsumpe, damme, åer og våde enge. De grønne sommerskud er 30-100 cm høje. Hele planten indeholder kiselsyre i form af små, skarpe krystaller, der udskilles på ydersiden af cellerne.

## Beskrivelse
Dyndpadderok er en flerårig plante med en opret vækst. På de op til 125 cm høje skud (oftest) uden sideskud sidder de endestillede, kogleagtige sporehuse. Sterile skud er spinklere og har sideskud. Alle skud er furede, leddelte, glinsende og ofte ugrenede. Fra hovedskuddets led dannes der evt. spinklere kransstillede sideskud, der er bygget ganske som hovedskuddet. Bladene er bittesmå og skælformede, og de sidder i kranse ved leddene enten på hovedskuddet eller på sideskuddene.
Neddykkede dele af skuddene er oftest rødbrune. Rodnettet består af et vidt forgrenet netværk af jordstængler og spinklere trævlerødder.
Højde x bredde: 1,25 x 0,30 m.

## Voksested
Arten hører hjemme overalt i Europa, Nordamerika og Asien, hvor den vokser i vandhuller og grøfter samt ved søer og åer.
I Stilde Ådal nær Brørup vokser den sammen med bl.a. alm. mjødurt, alm. star, bukkeblad, duskfredløs, engkabbeleje, engnellikerod, engviol, krybende baldrian, kærtidsel, mosebunke, næbstar, sumpkællingetand og topstar
| Portal | Portal:Botanik |

## Note
1. ↑  Anne-Vibe Jensen m.fl.: ’’Naturen i Brørup Kommune’’ (Webside ikke længere tilgængelig)